# 12997 Lizjensen
12997 Lizjensen este o planetă minoră (asteroid) din centura de asteroizi. A fost descoperită pe 2 martie 1981 la Observatorul Siding Spring de Schelte J. Bus. 
Obiectul prezintă o orbită caracterizată de o semiaxă mare de 2,6341868 UAi, o excentricitate de 0,15, o înclinație de 12,62193 ° în raport cu ecliptica.